# Italia en la Copa Mundial de Fútbol de 1986
La selección de Italia fue uno de los 24 países participantes de la Copa Mundial de Fútbol de 1986, realizada en México. El seleccionado italiano clasificó a la cita de México, tras obtener el título de la Copa del Mundo de 1982, que se disputó en España, tras vencer a Alemania Federal por 3 a 1, en la Final jugada en el Estadio Santiago Bernabeu de Madrid.
Ya en el Mundial de México, Italia conformó el Grupo A junto con las selecciones de Argentina, Bulgaria y Corea del Sur, clasificando finalmente a la ronda de 16. Ya en Octavos de final, Italia cayó eliminada ante Francia por 0:2, no pudiendo defender el título en España 82. El campeón acabaría siendo Argentina.

## Jugadores
Entrenador:  Enzo Bearzot †

| No. | Pos. | Jugador              | Fecha de nacimiento (edad)         | Apa. | Club           |
| --- | ---- | -------------------- | ---------------------------------- | ---- | -------------- |
| 1   | POR  | Giovanni Galli       | 29 de abril de 1958 (28 años)      | 15   | Fiorentina     |
| 2   | DEF  | Giuseppe Bergomi     | 22 de diciembre de 1963 (22 años)  | 28   | Internazionale |
| 3   | DEF  | Antonio Cabrini      | 8 de octubre de 1957 (28 años)     | 64   | Juventus       |
| 4   | DEF  | Fulvio Collovati     | 9 de mayo de 1957 (29 años)        | 49   | Internazionale |
| 5   | DEF  | Sebastiano Nela      | 13 de marzo de 1961 (25 años)      | 2    | Roma           |
| 6   | DEF  | Gaetano Scirea †     | 25 de mayo de 1953 (33 años)       | 74   | Juventus       |
| 7   | DEF  | Roberto Tricella     | 18 de marzo de 1959 (27 años)      | 6    | Hellas Verona  |
| 8   | DEF  | Pietro Vierchowod    | 6 de abril de 1959 (27 años)       | 23   | Sampdoria      |
| 9   | MED  | Carlo Ancelotti      | 10 de junio de 1959 (26 años)      | 11   | Roma           |
| 10  | MED  | Salvatore Bagni      | 25 de septiembre de 1956 (29 años) | 26   | Napoli         |
| 11  | MED  | Giuseppe Baresi      | 7 de febrero de 1958 (28 años)     | 15   | Internazionale |
| 12  | POR  | Franco Tancredi      | 10 de enero de 1955 (31 años)      | 12   | Roma           |
| 13  | MED  | Fernando De Napoli   | 15 de marzo de 1964 (22 años)      | 1    | Avellino       |
| 14  | MED  | Antonio Di Gennaro   | 5 de octubre de 1958 (27 años)     | 11   | Hellas Verona  |
| 15  | MED  | Marco Tardelli       | 24 de septiembre de 1954 (31 años) | 81   | Internazionale |
| 16  | DEL  | Bruno Conti          | 13 de marzo de 1955 (31 años)      | 43   | Roma           |
| 17  | DEL  | Gianluca Vialli †    | 9 de julio de 1964 (21 años)       | 4    | Sampdoria      |
| 18  | DEL  | Alessandro Altobelli | 28 de noviembre de 1955 (30 años)  | 39   | Internazionale |
| 19  | DEL  | Giuseppe Galderisi   | 22 de marzo de 1963 (23 años)      | 6    | Hellas Verona  |
| 20  | DEL  | Paolo Rossi †        | 23 de septiembre de 1956 (29 años) | 48   | Milan          |
| 21  | DEL  | Aldo Serena          | 25 de junio de 1960 (25 años)      | 5    | Juventus       |
| 22  | POR  | Walter Zenga         | 30 de abril de 1960 (26 años)      | 0    | Internazionale |

## Participación

### Primera ronda

#### Grupo A
| Equipo        | Pts | PJ | PG | PE | PP | GF | GC | Dif |
| ------------- | --- | -- | -- | -- | -- | -- | -- | --- |
| Argentina     | 5   | 3  | 2  | 1  | 0  | 6  | 2  | 4   |
| Italia        | 4   | 3  | 1  | 2  | 0  | 5  | 4  | 1   |
| Bulgaria      | 2   | 3  | 0  | 2  | 1  | 2  | 4  | -2  |
| Corea del Sur | 1   | 3  | 0  | 1  | 2  | 4  | 7  | -3  |

| 31 de mayo de 1986, 12:00 | Bulgaria    | 1:1 (0:1) | Italia        | Estadio Azteca, Ciudad de México                                      |                                                                       |
|                           | Sirakov 85' | Reporte   | Altobelli 43' | Asistencia: 96.000 espectadores Árbitro(s): Erik Fredriksson (Suecia) | Asistencia: 96.000 espectadores Árbitro(s): Erik Fredriksson (Suecia) |

| 5 de junio de 1986, 12:00 | Italia              | 1:1 (1:1) | Argentina    | Estadio Cuauhtémoc, Puebla                                            |                                                                       |
|                           | Altobelli 6' (pen.) | Reporte   | Maradona 34' | Asistencia: 32.000 espectadores Árbitro(s): Jan Keizer (Países Bajos) | Asistencia: 32.000 espectadores Árbitro(s): Jan Keizer (Países Bajos) |

| 10 de junio de 1986, 12:00 | Corea del Sur      | 2:3 (0:1) | Italia                              | Estadio Cuauhtémoc, Puebla                                               |                                                                          |
|                            | Choi 62' · Huh 83' | Reporte   | Altobelli 17', 73' · Cho 82' (a.g.) | Asistencia: 20.000 espectadores Árbitro(s): David Socha (Estados Unidos) | Asistencia: 20.000 espectadores Árbitro(s): David Socha (Estados Unidos) |

### Octavos de final
| 17 de junio de 1986, 12:00 | Francia                   | 2:0 (1:0) | Italia | Estadio Olímpico, Ciudad de México                                      |                                                                         |
|                            | Platini 15' · Stopyra 57' | Reporte   |        | Asistencia: 70.000 espectadores Árbitro(s): Carlos Espósito (Argentina) | Asistencia: 70.000 espectadores Árbitro(s): Carlos Espósito (Argentina) |